# Kejsartjärnen
Kejsartjärnen är en sjö i Hällefors kommun i Västmanland och ingår i Norrströms huvudavrinningsområde.